# La Poche noire
La Poche noire est une collection de littérature policière publiée par les Éditions Gallimard de 1967 à 1971.
Elle ne contient exclusivement que des succès de la collection Série noire. Son format est plus petit que le format poche classique. Elle comporte cent soixante-huit numéros. Le premier étant L’Abominable Pardessus de James Hadley Chase et le dernier Dans les plumes de John D. MacDonald.
La collection Carré noir en fut le prolongement jusqu'en 1988. 
HarperCollins France recrée une coll. « Poche noir ».[Quand ?]

## Titres de la collection
| No  | Auteur                   | Titre                                | Titre original                     | Année de publication dans la collection |
| --- | ------------------------ | ------------------------------------ | ---------------------------------- | --------------------------------------- |
| 001 | Chase, James Hadley      | L'Abominable Pardessus               | In a Vain Shadow                   | 1967                                    |
| 002 | Chandler, Raymond        | Adieu, ma jolie                      | Farewell, My Lovely                | 1967                                    |
| 003 | Giovanni, José           | Classe tous risques                  |                                    | 1967                                    |
| 004 | Chase, James Hadley      | Douze Chinetoques et une souris      | Twelve Chinks and a Woman          | 1967                                    |
| 005 | Hammett, Dashiell        | Le Faucon Maltais                    | The Maltese Falcon                 | 1967                                    |
| 006 | Brown, Carter            | Un paquet de blondes                 | The Blonde                         | 1967                                    |
| 007 | Chase, James Hadley      | C'est ma tournée                     | Have this One on Me                | 1967                                    |
| 008 | Himes, Chester           | La Reine des pommes                  | The Five Cornered Square           | 1967                                    |
| 009 | Cheyney, Peter           | De quoi se marrer                    | You'd Be Surprised                 | 1967                                    |
| 010 | Chase, James Hadley      | Traquenards                          | Trusted Like the Fox               | 1967                                    |
| 011 | Brown, Carter            | À pâlir la nuit                      | No Law Against Angels              | 1967                                    |
| 012 | Burnett, William Riley   | Quand la ville dort                  | The Asphalt Jungle                 | 1967                                    |
| 013 | Chase, James Hadley      | La Culbute                           | The Wary Transgressor              | 1967                                    |
| 014 | Goodis, David            | Sans espoir de retour                | Street of No Return                | 1967                                    |
| 015 | Simonin, Albert          | Le Cave se rebiffe                   |                                    | 1967                                    |
| 016 | Chase, James Hadley      | La Chair de l'orchidée               | The Flesh of the Orchid            | 1967                                    |
| 017 | Tevis, Walter S.         | L'Arnaqueur                          | The Hustler                        | 1967                                    |
| 018 | Giovanni, José           | Le Deuxième Souffle                  |                                    | 1967                                    |
| 019 | Chase, James Hadley      | Le Corbillard de Madame...           | Lady, Here's your Wreath           | 1967                                    |
| 020 | Adams, Clifton           | Le Desperado                         | The Desperado                      | 1967                                    |
| 021 | Himes, Chester           | Il pleut des coups durs              | If Trouble Was Money               | 1967                                    |
| 022 | Chase, James Hadley      | Présumé dangereux                    | Believed Violent                   | 1967                                    |
| 023 | Bardawil, Georges        | Aimez-vous les femmes ?              |                                    | 1967                                    |
| 024 | Brown, Carter            | Dites-le avec des pruneaux !         | The Corpse                         | 1967                                    |
| 025 | Chase, James Hadley      | Qu'est-ce qu'on déguste !            | He Won't Need it Now               | 1967                                    |
| 026 | Chandler, Raymond        | Le Grand Sommeil                     | The Big Sleep                      | 1967                                    |
| 027 | Simonin, Albert          | Grisbi or not Grisbi                 |                                    | 1967                                    |
| 028 | Chase, James Hadley      | Alerte aux croquemorts               | Safer Dead                         | 1968                                    |
| 029 | Cheyney, Peter           | Comment qu'elle est !                | I'll Say She Does!                 | 1968                                    |
| 030 | Himes, Chester           | Couché dans le pain                  | A Jealous Man Can't Win            | 1968                                    |
| 031 | Chase, James Hadley      | Lâchez les chiens !                  | Mallory                            | 1968                                    |
| 032 | Hammett, Dashiell        | L'Introuvable                        | The Thin Man                       | 1968                                    |
| 033 | Eastwood, James          | Bas les masques                      | Deadline                           | 1968                                    |
| 034 | Chase, James Hadley      | Le Démoniaque                        | Not Safe to be Free                | 1968                                    |
| 035 | Goodis, David            | Vendredi 13                          | Black Friday                       | 1968                                    |
| 036 | Clarke, Donald Henderson | Strictement confidentiel             | Confidential                       | 1968                                    |
| 037 | Chase, James Hadley      | Miss Shumway jette un sort           | Miss Chumway Waves a Wand          | 1968                                    |
| 038 | Hammett, Dashiell        | La Moisson rouge                     | The Red Harvest                    | 1968                                    |
| 039 | Cheyney, Peter           | Vous pigez ?                         | Don't Get Me Wrong                 | 1968                                    |
| 040 | Chase, James Hadley      | La Petite Vertu                      | But a Short Time to Live           | 1968                                    |
| 041 | Giovanni, José           | L'Excommunié                         |                                    | 1968                                    |
| 042 | Himes, Chester           | Tout pour plaire                     | The Big Gold Dream                 | 1968                                    |
| 043 | Chase, James Hadley      | L'Homme à l'affût                    | An Ear to the Ground               | 1968                                    |
| 044 | Irsih, William           | L'Heure blafarde                     | Deadline at Dawn                   | 1968                                    |
| 045 | Simonin, Albert          | Une balle dans le canon              |                                    | 1968                                    |
| 046 | Chase, James Hadley      | Couche-la dans le muguet             | Lay Her Among the Lilies           | 1968                                    |
| 047 | Chandler, Raymond        | La Dame du lac                       | The Lady in the lake               | 1968                                    |
| 048 | Brown, Carter            | Sans voiles                          | The Bump and Grind Murders         | 1968                                    |
| 049 | Chase, James Hadley      | Du gâteau !                          | The Fast Buck                      | 1968                                    |
| 050 | Burnett, William Riley   | Le Petit César                       | Little Caesar                      | 1968                                    |
| 051 | Trinian, John            | Mélodie en sous sol                  | The Big Grab                       | 1968                                    |
| 052 | Chase, James Hadley      | Dans le cirage !                     | Strictly for Cash                  | 1968                                    |
| 053 | Hammett, Dashiell        | Sang maudit                          | The Dain Curse                     | 1968                                    |
| 054 | Giovanni, José           | Ho !                                 |                                    | 1968                                    |
| 055 | Chase, James Hadley      | C'est le bouquet !                   | Figure it out for Yourself         | 1968                                    |
| 056 | Rosen, Victor            | Calibre 38                           | A Gun in His Hand                  | 1968                                    |
| 057 | Cheyney, Peter           | Les femmes s'en balancent            | Dames Don't Care                   | 1968                                    |
| 058 | Chase, James Hadley      | Vipère au sein                       | Double Shuffle                     | 1968                                    |
| 059 | Francis, Dick            | Panique au pesage                    | Nerve                              | 1968                                    |
| 060 | Brown, Carter            | Paréo-parade                         | The Wayward Wahiné                 | 1968                                    |
| 061 | Chase, James Hadley      | Une bouffée d'or pur                 | The Whiff of Money                 | 1968                                    |
| 062 | Cheyney, Peter           | À toi de faire, mignonne             | Your Deal, My Lovely               | 1968                                    |
| 063 | Brown, Carter            | Miss Transe                          | Cutie Wins a Corpse                | 1968                                    |
| 064 | Chase, James Hadley      | Retour de manivelle                  | There's Always a Price Tag         | 1969                                    |
| 065 | Chandler, Raymond        | La Grande Fenêtre                    | The High Window                    | 1969                                    |
| 066 | Williams, Charles        | Le Pigeon                            | A Touch of Death                   | 1969                                    |
| 067 | Chase, James Hadley      | Pochette surprise                    | The Guilty Are Afraid              | 1969                                    |
| 068 | Niall, Michael           | Un homme est passé                   | Bad Day at Black Rock              | 1969                                    |
| 069 | Cain, James M.           | Dans la peau                         | The Butterfly                      | 1969                                    |
| 070 | Chase, James Hadley      | Garces de femmes !                   | You Never Know with Women          | 1969                                    |
| 071 | Brown, Carter            | Tu viens, shérif ?                   | The Brazen                         | 1969                                    |
| 072 | Gunn, James              | Tendre Femelle                       | Deadlier Than the Male             | 1969                                    |
| 073 | Chase, James Hadley      | Partie fine                          | Night Out                          | 1969                                    |
| 074 | Williams, Charles        | Je t'attends au tournant             | Hell Hath no Fury                  | 1969                                    |
| 075 | Ellin, Stanley           | La Peur au ventre                    | Dreadful Sumit                     | 1969                                    |
| 076 | Chase, James Hadley      | Le Requiem des blondes               | Blonde's Requiem                   | 1969                                    |
| 077 | Brown, Carter            | Un brin d'apocalypse                 | The Loving and the Dead            | 1969                                    |
| 078 | Goodis, David            | Le Casse                             | The Burglar                        | 1969                                    |
| 079 | Chase, James Hadley      | Le vautour attend toujours           | The Vulture Is a Patient Bird      | 1969                                    |
| 080 | Chandler, Raymond        | Sur un air de Navaja                 | The Long Goodbye                   | 1969                                    |
| 081 | Irsih, William           | J'ai épousé une ombre                | I Married A Dead Man               | 1969                                    |
| 082 | Chase, James Hadley      | Tu seras tout seul dans ton cercueil | You're Lonely when you Are Dead    | 1969                                    |
| 083 | Himes, Chester           | Dare-Dare                            | Run, Man, Run                      | 1969                                    |
| 084 | Wolfson, P. J.           | À nos amours                         | The Body Dust                      | 1969                                    |
| 085 | Chase, James Hadley      | Les Bouchées doubles                 | The Dead Stay Dumb                 | 1969                                    |
| 086 | Giovanni, José           | Histoire de fou                      |                                    | 1969                                    |
| 087 | Cooper Jr, Clarence L.   | La Scène                             | The Scene                          | 1969                                    |
| 088 | Chase, James Hadley      | Un tueur passe...                    | I'll Bury my Dead                  | 1969                                    |
| 089 | Paoli, Paul              | Neige à Capri                        |                                    | 1969                                    |
| 090 | Cain, James M.           | Le Bluffeur                          | Love's Lovely Counterfeit          | 1969                                    |
| 091 | Chase, James Hadley      | Méfiez-vous fillettes !              | Miss Callaghan Comes to Grief      | 1969                                    |
| 092 | Brown, Carter            | Le Fol Amour de Mavis                | The Killer is Kissable             | 1969                                    |
| 093 | Walsh, Thomas            | Ronde de nuit                        | The Night Watch                    | 1969                                    |
| 094 | Chase, James Hadley      | Douze balles dans la peau            | I'll Get you for This              | 1969                                    |
| 095 | Matheson, Richard        | Les Seins de glace                   | Someone is Bleeding                | 1969                                    |
| 096 | McCoy, Horace            | Adieu la vie, adieu l'amour...       | Kiss Tomorrow Good-bye             | 1969                                    |
| 097 | Chase, James Hadley      | Un hippie sur la route               | There's a Hippie on the Highway    | 1969                                    |
| 098 | Bastiani, Ange           | Arrête ton char, Ben Hur !           |                                    | 1969                                    |
| 099 | MacDonald, John D.       | Les Énergumènes                      | The End of the Night               | 1969                                    |
| 100 | Chase, James Hadley      | Elles attigent                       | More Deadly Than the Males         | 1969                                    |
| 101 | Brown, Carter            | Du soleil pour les caves             | The Lover                          | 1970                                    |
| 102 | Godey, John              | Frissons garantis                    | A Thrill a Minute with Jack Albany | 1970                                    |
| 103 | Chase, James Hadley      | La Main dans le sac                  | The Pawn in the Bottle             | 1970                                    |
| 104 | Howard, James A.         | Un tempérament d'artiste             | Murder Takes A Wife                | 1970                                    |
| 105 | Burnett, William Riley   | Rien dans les manches                | Little Men Big World               | 1970                                    |
| 106 | Chase, James Hadley      | Ça n'arrive qu'aux vivants           | The Things Men Do                  | 1970                                    |
| 107 | Viard et Zacharias       | Le Roi des Mirmidous                 |                                    | 1969                                    |
| 108 | Homes, Geoffrey          | Pendez-moi haut et court             | Build My Gallow High               | 1969                                    |
| 109 | Chase, James Hadley      | Voir Venise...et crever              | Venetian Mission                   | 1970                                    |
| 110 | Brown, Carter            | Trois cadavres au pensionnat         | The Unorthodox Corpse              | 1970                                    |
| 111 | McGivern, William P.     | La Colère noire                      | The Darkness Hour                  | 1970                                    |
| 112 | Chase, James Hadley      | Faites danser le cadavre             | Make the Corpse Walk               | 1970                                    |
| 113 | Giovanni, José           | Meurtre au sommet                    |                                    | 1970                                    |
| 114 | Green, Alan              | Un drôle de corps                    | What a body !                      | 1970                                    |
| 115 | Chase, James Hadley      | Rien ne sert de mourir               | This Way for a Shroud              | 1970                                    |
| 116 | McBain, Ed               | Le Sonneur                           | The Mugger                         | 1970                                    |
| 117 | Himes, Chester           | Ne nous énervons pas                 | Be Calm                            | 1970                                    |
| 118 | Chase, James Hadley      | À vous le plaisir !                  | Like a Hole in the Head            | 1970                                    |
| 119 | Brown, Carter            | Taille de croupière                  | The Mistress                       | 1970                                    |
| 120 | Seeley, Clinton          | La Peur blanche                      | Storm Fear                         | 1970                                    |
| 121 | Chase, James Hadley      | Faites moi confiance                 | You Find Him - I'll fix him        | 1970                                    |
| 122 | Williams, Charles        | La Mare aux diams                    | Scorpion Reff                      | 1970                                    |
| 123 | White, Lionel            | Les Voraces                          | Seven Hungry Men                   | 1970                                    |
| 124 | Chase, James Hadley      | Signé la Tortue                      | Mission to Siena                   | 1970                                    |
| 125 | Matheson, Richard        | De la part des copains               | Ride the Nightmare                 | 1970                                    |
| 126 | Amila, Jean              | La Lune d'Omaha                      |                                    | 1970                                    |
| 127 | Chase, James Hadley      | En crevant le plafond                | You've Got It Coming               | 1970                                    |
| 128 | Brown, Carter            | Envoyez la soudure !                 | The Victim                         | 1970                                    |
| 129 | Chandler, Raymond        | Charades pour écroulés               | Playback                           | 1970                                    |
| 130 | Chase, James Hadley      | Un atout dans la manche              | An Ace up my Sleve                 | 1970                                    |
| 131 | MacDonald, John D.       | La Foire d'empoigne                  | The Brass Cupcake                  | 1970                                    |
| 132 | Taylor, Samuel W.        | Comme un frère                       | The Man with My Face               | 1970                                    |
| 133 | Chase, James Hadley      | Délit de fuite                       | Hit and Run                        | 1970                                    |
| 134 | Duncan, Peter            | Je suis un sournois                  | Sweat Cheap                        | 1970                                    |
| 135 | Latimer, Jonathan        | La Corrida chez le prophète          | Salimon's Vineyard                 | 1970                                    |
| 136 | Chase, James Hadley      | Pas de mentalité                     | The World in my Pocket             | 1971                                    |
| 137 | Williams, Charles        | Avec un élastique                    | The Big Bite                       | 1971                                    |
| 138 | Goodis, David            | La Nuit tombe                        | Nightfall                          | 1971                                    |
| 139 | Chase, James Hadley      | Tirez la chevillette !               | Come Easy, Go Easy                 | 1971                                    |
| 140 | Brown, Carter            | Demain, on tue                       | Tomorrow is Murder                 | 1971                                    |
| 141 | Chandler, Raymond        | Fais pas ta rosière !                | The Little Sister                  | 1971                                    |
| 142 | Chase, James Hadley      | Mise en caisse                       | Just Another Sucker                | 1971                                    |
| 143 | Himes, Chester           | Imbroglio negro                      | Don’t Play with Death-All Shot Up  | 1971                                    |
| 144 | McCoy, Horace            | Un linceul n'a pas de poches         | No Pockets in a Shroud             | 1971                                    |
| 145 | Chase, James Hadley      | Le Denier du colt                    | Want to Stay Alive ?               | 1971                                    |
| 146 | Cain, Paul               | À tombeau ouvert                     | Fast one                           | 1971                                    |
| 147 | Whitfield, Raoul         | Vivement mes pantoufles              | Green Ice                          | 1971                                    |
| 148 | Chase, James Hadley      | Un lotus pour Miss Chaung            | A Lotus for Miss Quon              | 1971                                    |
| 149 | Brown, Carter            | Cash-cash                            | The Wanton                         | 1971                                    |
| 150 | Barrett, Michael         | Balade au soleil                     | The Reward                         | 1971                                    |
| 151 | Chase, James Hadley      | Trop petit mon ami                   | The Way the Cookie Crumbles        | 1971                                    |
| 152 | Ryck, Francis            | La Peau de Torpédo                   |                                    | 1971                                    |
| 153 | Holden, Larry            | Faridon en Floride                   | Hide-out                           | 1971                                    |
| 154 | Chase, James Hadley      | Cause à l'autre !                    | Tel It to the Birds                | 1971                                    |
| 155 | Malley, Louis            | La Famille Pied-de-Bouc              | Horns for the Devils               | 1971                                    |
| 156 | Alexander, David         | Terreur à Broadway                   | Terror on Broadway                 | 1971                                    |
| 157 | Chase, James Hadley      | Simple question de temps             | Just a Matter of Time              | 1971                                    |
| 158 | Brown, Carter            | Du feu par les naseaux               | The Passionate                     | 1971                                    |
| 159 | Helseth, Henry Edward    | Un aller simple                      | The Chair for Martin Rome          | 1971                                    |
| 160 | Chase, James Hadley      | Chantons en chœur !                  | The Soft Centre                    | 1971                                    |
| 161 | Viard et Zacharias       | L'Embrumé                            |                                    | 1971                                    |
| 162 | McGivern, William P.     | La Planque                           | A Shield for Murder                | 1971                                    |
| 163 | Chase, James Hadley      | Un beau matin d'été                  | One Bright Summer Morning          | 1971                                    |
| 164 | McBain, Ed               | Le Fourgue                           | The Pusher                         | 1971                                    |
| 165 | Goodis, David            | Cauchemar                            | Dark Passage                       | 1971                                    |
| 166 | Chase, James Hadley      | Tueur de charme                      | I Would Rather Stay Poor           | 1971                                    |
| 167 | Brown, Carter            | Une blonde à réactions               | Blonde, Beautiful and Blam !       | 1971                                    |
| 168 | MacDonald, John D.       | Dans les plumes                      | Judge Me Not                       | 1971                                    |